# Тропотянка
Тропотянка (Тропонятка) — народний парний (8 або більше пар) танок з фігурами. Музичний розмір 2/4. Основний рух — похитування корпусом і головою при змінах положення рук і ніг. Виконується жваво, темпераментно. Поширений у західних областях України, зокрема Закарпаття.